# Outer
Oultre, en néerlandais Outer, est une section de la ville belge de Ninove située en Région flamande dans la province de Flandre-Orientale et le Denderstreek. C'était une commune à part entière avant la fusion des communes de 1977.

## Toponymie
Oltra (1184), Outre (1223)

## Démographie

### Évolution démographique
- Sources : INS, Rem. : 1831 jusqu'en 1970 = recensements, 1976 = nombre d'habitants au 31 décembre[4].

## Curiosités
- Église Saint-Amand